# Ticușu Vechi
Ticușu Vechi (niem. Deutsch-Tekes) – wieś w Rumunii, w okręgu Braszów, w gminie Ticușu. W 2011 roku liczyła 670 mieszkańców.